# António Lobo Antunes
António Lobo Antunes GCSE • GCL (Lisboa, Benfica, 1 de Setembro de 1942) é um escritor e psiquiatra português.

## Biografia
António Lobo Antunes nasceu na Freguesia de Benfica, Concelho de Lisboa, a 1 de Setembro de 1942, no seio de uma família da alta burguesia. Seu pai, João Alfredo Lobo Antunes, foi um destacado neurologista português, assistente de Egas Moniz e professor de Medicina. Seu trisavô foi o 1.º Visconde de Nazaré. É irmão de João Lobo Antunes (Lisboa, 4 de junho de 1944 – Lisboa, 27 de outubro de 2016), neurocirurgião português e ex-membro do Conselho de Estado, Nuno Lobo Antunes (Lisboa, 10 de Maio de 1954), neuropediatra, Miguel Lobo Antunes, programador cultural, Manuel Lobo Antunes (Lisboa, 27 de Junho de 1958), jurista e diplomata português atual embaixador no Reino Unido, e Pedro Lobo Antunes, arquitecto e membro da assembleia municipal de Torres Novas.
Estudou no Liceu Camões em Lisboa e licenciou-se em Medicina pela Faculdade de Medicina da Universidade de Lisboa.
Após a conclusão do curso foi destacado como médico militar durante a guerra colonial entre 1971 e 1973 no leste de Angola, em Lumbala Guimbo e no Chiume, e mais tarde em Malanje. As cartas que trocou com a sua primeira mulher Maria José Lobo Antunes durante esse período, quando esta se encontrava grávida da sua primeira filha foram posteriormente reunidas em «D'este viver aqui neste papel descripto» pelas suas filhas Maria José Lobo Antunes e Joana Lobo Antunes, que veio a originar um filme (Cartas da Guerra) realizado por Ivo Ferreira.
A sua experiência como alferes miliciano está bem patente na sua obra, sendo um tema central de alguns dos seus livros.
Após o cumprimento do serviço militar, Lobo Antunes especializou-se em psiquiatria, tendo exercido a especialidade durante alguns anos no Hospital Miguel Bombarda até a abandonar por completo em favor da literatura.
O seu primeiro livro a ser publicado foi Memória de Elefante, em 1979 pela Vega, que se tornou num enorme sucesso literário. Desde então, publicou 29 romances e cinco volumes que reúnem as suas crónicas publicadas semanalmente na revista Visão.
Foi galardoado com o Prémio Camões (2007), o prémio de maior prestígio da literatura em português. Tem uma biblioteca com o seu nome em Nelas, terra onde a sua família tem uma casa construída nos anos 1940 com projecto de João Alfredo Lobo Antunes.
Desde 2016, é sócio correspondente da Classe de Letras da Academia das Ciências de Lisboa (1.ª Secção - Literatura e Estudos Literários).
Em 2018, a Bibliothèque de la Pléiade anunciou a publicação da sua obra, sendo o segundo escritor português, depois de Fernando Pessoa, e um dos raros escritores vivos a integrar a coleção.

## Obra literária

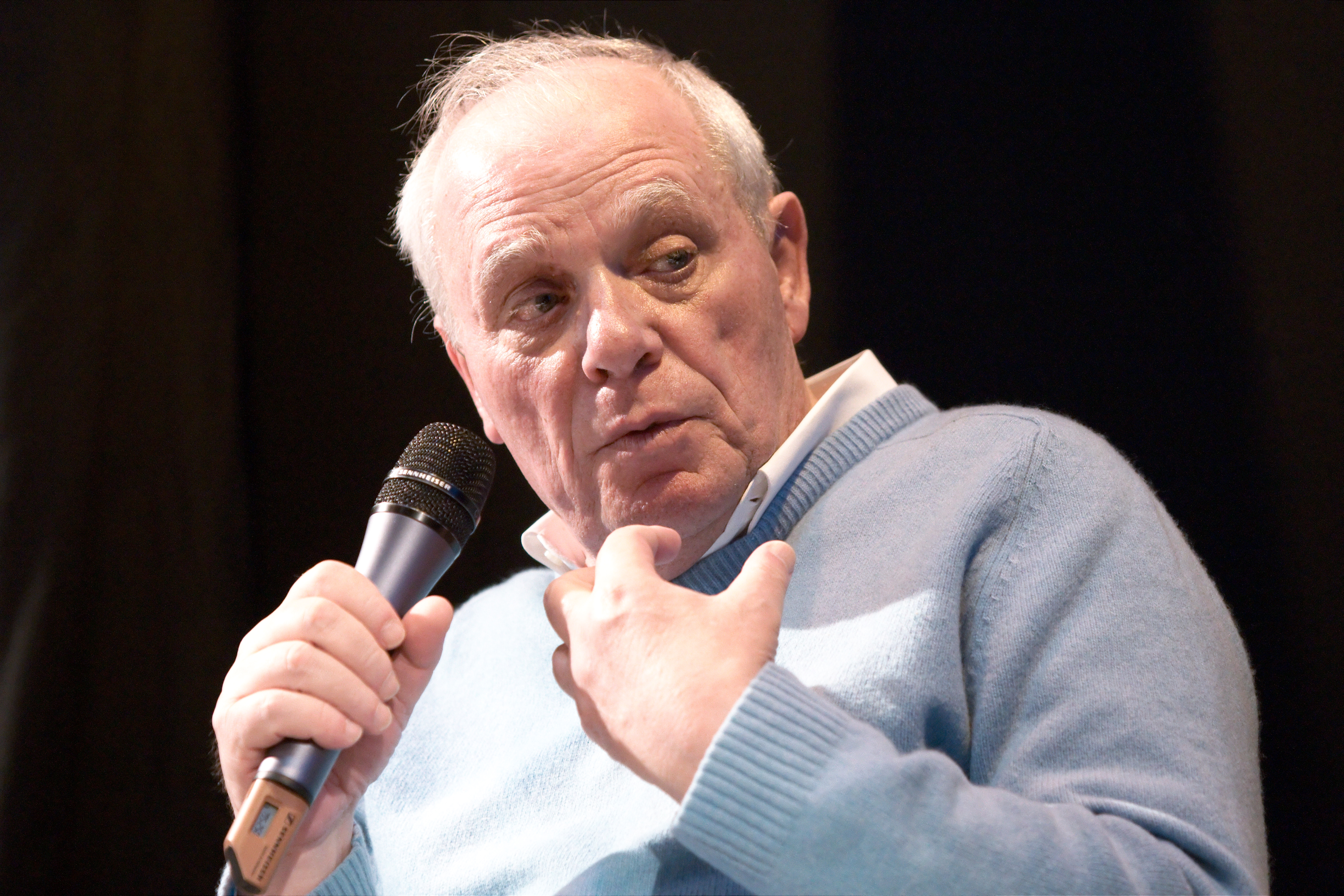
Antonio Lobo Antunes, em 2010, no Salon du livre de Paris

### Obras publicadas[3]
- Memória de Elefante, (1979)
- Os Cus de Judas, (1979)
- Conhecimento do Inferno, (1980)
- Explicação dos Pássaros, (1981)
- Fado Alexandrino, (1983)
- Auto dos Danados, (1985)
- As Naus, (1988)
- Tratado das Paixões da Alma, (1990)
- A Ordem Natural das Coisas, (1992)
- A Morte de Carlos Gardel, (1994)
- A História do Hidroavião (com ilustrações de Vitorino), (1994)[4]
- Manual dos Inquisidores, (1996)
- O Esplendor de Portugal, (1997)
- Livro de Crónicas, (1998)
- Exortação aos Crocodilos, (1999)
- Não Entres Tão Depressa Nessa Noite Escura, (2000)
- Que farei quando tudo arde?, (2001)
- Segundo Livro de Crónicas, (2002)
- Letrinhas das Cantigas (edição limitada), (2002)[4]
- Boa Tarde às Coisas Aqui em Baixo, (2003)
- Eu Hei-de Amar Uma Pedra, (2004)
- D'este viver aqui neste papel descripto: cartas da guerra ("Cartas da Guerra"), (2005)[4]
- Terceiro Livro de Crónicas, (2006)
- Ontem Não Te Vi Em Babilónia, (2006)
- O Meu Nome é Legião, (2007)
- O Arquipélago da Insónia, (2008)
- Que Cavalos São Aqueles Que Fazem Sombra no Mar?, (2009)
- Sôbolos Rios Que Vão, (2010)
- Quarto Livro de Crónicas, (2011)
- Comissão das Lágrimas, (2011)
- Não É Meia Noite Quem Quer, (2012)
- Quinto Livro de Crónicas, (2013)
- Caminho Como Uma Casa Em Chamas, (2014)
- Da Natureza dos Deuses, (2015)
- Para Aquela que Está Sentada no Escuro à Minha Espera, (2016)
- Até Que as Pedras Se Tornem Mais Leves Que a Água, (2017)
- A Última Porta Antes da Noite, (2018)
- A Outra Margem do Mar, (2019)
- Diccionario da Linguagem das Flores, (2020)
- O Tamanho do Mundo (2022)
- As Outras Crónicas (2024)

Bibliografia passiva
- Conversas com António Lobo Antunes, de María Luisa Blanco, (2002)
- Os Romances de António Lobo Antunes, de Maria Alzira Seixo, (2002)
- A Escrita e o Mundo em António Lobo Antunes - Actas do Colóquio Internacional da Universidade de Évora, (2003)
- Fotobiografia, por Tereza Coelho, (2004)
- Dicionário da Obra de António Lobo Antunes, 2 volumes, por Maria Alzira Seixo, Graça Abreu, Eunice Cabral, Maria Fernanda Afonso, Sérgio Guimarães de Sousa e Agripina Carriço Vieira, (2008)
- Entrevistas com António Lobo Antunes - 1979-2007 - As Confissões do Trapeiro por Ana Paula Arnaut, (2008)
- Uma Longa Viagem com António Lobo Antunes, por João Céu e Silva, (2009)
- António Lobo Antunes, por Ana Paula Arnaut, (2009)
- Memória Descritiva da Fixação do Texto Para a Edição "Ne Varietur" da Obra Completa de António Lobo Antunes, por Maria Alzira Seixo, Graça Abreu, Eunice Cabral e Agripina Carriço Vieira, (2010)
- As Flores do Inferno e Jardins Suspensos, por Maria Alzira Seixo (com participação de António Bettencourt), II Volume de Os Romances de António Lobo Antunes, (2010)
- A Crítica na Imprensa 1980-2010 - Cada Um Voa Como Quer, edição de Ana Paula Arnaut, (2011)
- A Arte do Romance, Colecção António Lobo Antunes - por Felipe Cammaert, Colecção António Lobo Antunes - Ensaio, I Volume, (2011)
- A Mão-de-Judas: Representações da Guerra Colonial em António Lobo Antunes, por Norberto do Vale Cardoso, Colecção António Lobo Antunes - Ensaio, II Volume, (2011)
- As Mulheres na ficção de António Lobo Antunes: (In)variantes do feminino, de Ana Paula Arnaut, Colecção António Lobo Antunes - Ensaio, III Volume, (2012)
- Chaves de escrita e chaves de leitura nos romances de António Lobo Antunes, de Catarina Vaz Warrot, Colecção António Lobo Antunes - Ensaio, IV Volume, (2013)
- Figurações da Escrita: A Metaficção nos Romances de António Lobo Antunes, de Diana Navas (2013)
- Tanatografias. Ensaios para uma poética da Obra de António Lobo Antunes, de Biagio D'Angelo (2014)
- António Lobo Antunes: A  Desordem Natural do Olhar, de Susana João Carvalho, Colecção António Lobo Antunes - Ensaio, V Volume, (2014)
- Quem sou eu? Ensaios sobre António Lobo Antunes, de Sérgio Guimarães de Sousa, Coleccção António Lobo Antunes, VI Volume, (2015)
- "Ficção e hermenêutica: Paul Ricoeur e António Lobo Antunes, de Tatiana Prevedello (2023)

### Brasil
No Brasil, a Editora Objetiva adquiriu os direitos de publicação, em versão original, de toda a obra do escritor português. A editora já publicou no país os seguintes títulos: Boa Tarde às Coisas Aqui em Baixo, Memória de Elefante, Conhecimento do Inferno, Os Cus de Judas, Eu Hei-de Amar Uma Pedra, Explicação dos Pássaros, O Meu Nome é Legião, Que Cavalos são Aqueles Que Fazem Sombra no Mar, O Arquipélago da Insónia e As Naus.
Segundo o autor, durante entrevista à revista Entre livros, nº 32, páginas 14 a 19, o Brasil começou muito tarde a publicar seu trabalho por "razões pessoais": "Os Cus de Judas saiu primeiro por uma editora que era de um amigo meu, a Marco Zero, e depois por longos anos não foi publicado". O autor não tinha pressa em ser publicado no Brasil e conclui: "Não sei, certa impressão de que meus livros seriam muito criticados... e eu venho do Brasil". O avô de Lobo Antunes, também António, era de Belém, do Pará, onde o escritor começou a ler os clássicos brasileiros José de Alencar, Aluísio Azevedo, Machado de Assis, Monteiro Lobato.

## Prémios e homenagens
- Grã-Cruz da Ordem Militar de Sant'Iago da Espada de Portugal (15 de Novembro de 2004)[5]
- Comendador da Ordem das Artes e das Letras de França (18 de Novembro de 2008)[6]
- Doutor honoris causa pela Universidade de Trás-os-Montes e Alto Douro (6 de Julho de 2008)[7]
- Doutor honoris causa pela Universidade Babeș-Bolyai de Cluj-Napoca, Roménia (6 de Outubro de 2014)
- Grã-Cruz da Ordem da Liberdade (28 de Setembro de 2019)[5]
- Doutor honoris causa pela Universidad Nacional Mayor de San Marcos, Peru (22 de Julho de 2022)[8]

### Prémios literários
- Prémio Franco-Português, (1987) por Cus de Judas (Prémio instituído pela embaixada de França em Lisboa, no valor de duzentos mil escudos e atribuído a obras traduzidas para a língua francesa nos últimos cinco anos.)
- Grande Prémio de Romance e Novela da Associação Portuguesa de Escritores, (1985) por Auto dos Danados
- Prémio Melhor Livro Estrangeiro publicado em França, (1997) por Manual dos Inquisidores
- Prémio Tradução Portugal/Frankfurt, (1997) por Manual dos Inquisidores
- France-Culture por A Morte de Carlos Gardel
- Prémio Rosalía de Castro do Centro PEN Galiza (1998) [9]
- Prémio de Literatura Europeia do Estado Austríaco, (2000)
- Prémio União Latina, (2003)[10]
- Prémio Ovídio da União dos Escritores Romenos, (2003)
- Prémio Fernando Namora, (2004)
- Prémio Jerusalém, (2005)[11]
- Prémio Camões, (2007)[6][12]
- Prémio José Donoso, (2008), atribuído pela Universidade de Talca, Chile[6]
- Prémio Terenci Moix (2008)[6]
- Prémio Juan Rulfo, (2008), França[6][13]
- Prémio Clube Literário do Porto, (2008)
- Grande Prémio de Excelência do Salão do Livro da Transilvânia (2014)
- Prêmio literário internacional nonino (2014)[14]
- Prémio Vida e Obra de Autor Nacional - Prémio Autores de 2017
- Prémio Bottari Lattes Grinzane (2018)
- Prémio Literário Fundação Inês de Castro (2023)[15]